# 淳・ぱるるの○○バイト!
『淳・ぱるるの○○バイト！』（あつし・ぱるるのまるまるバイト！、英:ATSUSHI×PARURU no ○○PART-TIME JOB!）は、フジテレビ系列で2015年4月15日未明（14日深夜）から2016年3月23日未明（22日深夜）まで毎週水曜日 1:30 - 2:00（火曜深夜、『Tナイト』枠、JST）に放送されていたバラエティ番組である。ロンドンブーツ1号2号の田村淳と当時AKB48であった島崎遥香の冠番組。ディップ（バイトル）の単独提供。

## 概要
日本全国の「かわいすぎるバイト女子」と「かっこよすぎるバイト男子」を紹介、日々バイトに励む方々を応援するという番組。なお、島崎にとって初の冠番組、初の番組MCである。また、単独では初のレギュラー番組となる。

## 出演者
MC
- 田村淳（ロンドンブーツ1号2号）
- 島崎遥香（当時AKB48）

ゲスト
- 横山由依（AKB48） - 第20回
- 加藤玲奈（AKB48） - 第21回
- 宮崎美穂（AKB48） - 第22回
- 峯岸みなみ（AKB48） - 第23回
- 綾部祐二（ピース） - 第24回、第33回、第34回
- 徳光和夫 - 第32回
- ゲッターズ飯田 - 第36回
- Pepper - 第40回

## コーナー
かわいすぎるバイト女子&かっこよすぎるバイト男子（メインコーナー）
- 番組のメインとなるコーナー。日本全国の「かわいすぎるバイト女子」と「かっこよすぎるバイト男子」をVTRで紹介する。毎回紹介されるバイト女子とバイト男子はそれぞれ1人ずつである。なお、紹介するバイト女子&バイト男子の好きな曲をBGMとして流している。VTR明けには、淳と島崎が感想を語り合う。

スタジオトーク（サブコーナー）
- トーク前に、番組が挙げた6〜7個のテーマの中から1つのテーマをルーレットで決定する。ルーレットをストップする際、島崎が毎回「ぱるるん ぱるるん ポチッとな」と言ってボタンを押す。決まったテーマに沿って、淳と島崎がトークする。

アルバイトお悩み相談（不定期コーナー）
- 全国でアルバイトで働く人達からアルバイトに関する悩みである恋の悩みから仕事の悩みまで何でも島崎が答える。なお、悩みの紹介は島崎がアナウンサー口調で紹介する。

## 特別企画（ロケ）
BBQでパーリーナイトを満喫しちゃうぞSP!!
- 第17回・第18回で放送。夏のロケ企画として、放送日時点で過去に紹介された「かっこよすぎるバイト男子」の中から島崎が厳選した7人と淳と島崎を含めた9人で屋外でBBQパーティーを行った。食材もバイト男子が用意されたものを使用して調理された。企画の後半では、淳と島崎が直接バイト男子の悩み相談に乗るコーナーも行われた。

秋の京都でロケしようSP!
- 第28回〜第30回で放送。秋のロケ企画として、京都で「かわいすぎるバイト女子」と「かっこよすぎるバイト男子」に直接会いに行くロケ企画を行った。バイト紹介以外に、お城マニアである淳が島崎に二条城を巡りながら歴史紹介したり、京都のカフェや創作京料理屋などで豪華な食事をしたり、秋の京都を満喫していた。

## 放送リスト
| 回 | 放送日         | 放送内容 | 備考     |
| -- | -------------- | --- | -------- |
| 1  | 2015年 4月15日 | 渋谷のステーキ屋さんでバイトをするかわいすぎるバイト女子 ダイニングレストランでバイトをするかっこよすぎるバイト男子                                                                        | 初回     |
| 2  | 4月22日        | 下北沢のカフェバーでバイトをするかわいすぎるバイト女子 千葉市の焼き鳥屋でバイトをするかっこよすぎるバイト男子                                                                              |          |
| 3  | 4月29日        | 調布のカフェでバイトをするかわいすぎるバイト女子 焼肉屋さんでバイトをするかっこよすぎるバイト男子                                                                                          |          |
| 4  | 5月6日         | 神奈川県伊勢原市で塾講師のバイトをするかわいすぎるバイト女子 神奈川県川崎市のちゃんこ屋さんでバイトをするかっこよすぎるバイト男子                                                          |          |
| 5  | 5月13日        | 吉祥寺のフレッシュネスバーガーでバイトするかわいすぎるバイト女子 東京 大手町のストレッチジムでバイトするかっこよすぎるバイト男子                                                           |          |
| 6  | 5月20日        | スカイツリーの「ソラマチ」でバイトするかっこよすぎるバイト男子 埼玉県戸田市の居酒屋さんでバイトするかわいすぎるバイト女子                                                                  |          |
| 7  | 5月27日        | 世田谷の居酒屋さんでバイトするかわいすぎるバイト女子 下北沢のスープカレー屋さんでバイトするかわいすぎるバイト女子 下北沢のダイニングバーでバイトするかっこよすぎるバイト男子               |          |
| 8  | 6月3日         | 東京・池袋のカフェでバイトをする20歳のかわいすぎるバイト女子 東京・浅草でバイトする25歳のかっこよすぎるバイト男子                                                                          | [ 注 5 ] |
| 9  | 6月10日        | 蒲田のケンタッキーフライドチキンでバイトするかっこよすぎるバイト男子 渋谷のレストランでバイトするかわいすぎるバイト女子                                                                    |          |
| 10 | 6月17日        | 千葉県のフレンチレストランでバイトするかわいすぎるバイト女子 六本木の居酒屋さんでバイトするかっこよすぎるバイト男子                                                                        |          |
| 11 | 6月24日        | 池袋のバルで働くかっこよすぎるバイト男子 品川のカフェ&バー「プロント」で働くかわいすぎるバイト女子                                                                                         |          |
| 12 | 7月1日         | 東京都大塚の焼肉屋さんでバイトするかっこよすぎるバイト男子 神奈川県川崎市のラーメン屋さんでバイトするかわいすぎるバイト女子                                                                |          |
| 13 | 7月8日         | 東京・国分寺の居酒屋さんでバイトするかっこよすぎるバイト男子 千葉県松戸の自動車整備工場でバイトするかわいすぎるバイト女子                                                                  | [ 注 6 ] |
| 14 | 7月15日        | 銀座のイタリアンレストランで働くかっこよすぎるバイト男子 都内の清掃会社で働くかっこよすぎるバイト男子                                                                                      |          |
| 15 | 7月22日        | 埼玉県桶川市のダイニングバーでバイトするかっこよすぎるバイト男子 千代田区九段下の居酒屋さんでバイトするかわいすぎるバイト女子                                                              |          |
| 16 | 7月29日        | 銀座のフレンチレストランでバイトするかっこよすぎるバイト男子 神田神保町の通販サイトでバイトするかわいすぎるバイト女子                                                                      |          |
| 17 | 8月5日         | BBQでパーリーナイトを満喫しちゃうぞSP!! | ロケ企画 |
| 18 | 8月12日        | BBQでパーリーナイトを満喫しちゃうぞSP!! | ロケ企画 |
| 19 | 8月19日        | 西麻布の自転車配送サービス会社で働くかっこよすぎるバイト男子 多摩市の焼肉ダイニングで働くかわいすぎるバイト女子                                                                            |          |
| 20 | 9月2日         | 大阪・浪速区の串かつ屋さんで働くかっこよすぎるバイト男子 大阪・難波の居酒屋さんで働くかわいすぎるバイト女子                                                                                |          |
| 21 | 9月9日         | 銀座のスペインバルで働くかっこよすぎるバイト男子 新宿の居酒屋さんで働くかわいすぎるバイト女子                                                                                              |          |
| 22 | 9月16日        | 四谷のアミューズメントバーで働くかっこよすぎるバイト男子 名古屋のビアガーデンで働くかわいすぎるバイト女子                                                                                  |          |
| 23 | 9月23日        | 神奈川県のすき家で働くかっこよすぎるバイト男子 大阪のバイクショップで働く番組史上最年少のかわいすぎるバイト女子                                                                            |          |
| 24 | 10月14日       | 埼玉県川越市のピザ屋さんで働くかっこよすぎるバイト男子 マジシャンのアシスタントをするかわいすぎるバイト女子                                                                                |          |
| 25 | 10月21日       | 銀座のオリエンタルレストランで働くかっこよすぎるバイト男子 新宿の牛タン専門店で働くかわいすぎるバイト女子                                                                                  |          |
| 26 | 11月4日        | 東中野のボクシングジムで働くかっこよすぎるバイト男子 埼玉県川口市の串焼き屋さんで働くかわいすぎるバイト女子                                                                                |          |
| 27 | 11月11日       | 新宿のアパレルショップで働くかっこよすぎるバイト男子 名古屋の居酒屋さんで働くかわいすぎるバイト女子                                                                                        |          |
| 28 | 11月18日       | 秋の京都でロケしようSP! 二条城の庭園にあるカフェで働くバイト女子 絶品!創作京料理屋さんで働くバイト女子 京都水族館の飼育補助として働くバイト男子 創業380年 老舗湯豆腐屋さんで働くバイト女子 | ロケ企画 |
| 29 | 11月25日       | 秋の京都でロケしようSP! 二条城の庭園にあるカフェで働くバイト女子 絶品!創作京料理屋さんで働くバイト女子 京都水族館の飼育補助として働くバイト男子 創業380年 老舗湯豆腐屋さんで働くバイト女子 | ロケ企画 |
| 30 | 12月2日        | 秋の京都でロケしようSP! 二条城の庭園にあるカフェで働くバイト女子 絶品!創作京料理屋さんで働くバイト女子 京都水族館の飼育補助として働くバイト男子 創業380年 老舗湯豆腐屋さんで働くバイト女子 | ロケ企画 |
| 31 | 12月9日        | 五反田のハンバーグ屋さんで働くかっこよすぎるバイト男子 新宿のアパレルショップで働くかわいすぎるバイト女子                                                                                  |          |
| 32 | 12月16日       | 浅草の甘味処で働くかっこよすぎるバイト男子 |          |
| 33 | 12月23日       | 埼玉県川口市のハワイアンバーで働くかわいすぎるバイト女子 |          |
| 34 | 2016年 1月6日  | 渋谷のピザ屋さんで働くかっこよすぎるバイト男子 横浜の居酒屋さんで働くかわいすぎるバイト女子                                                                                                |          |
| 35 | 1月13日        | 横浜のオムライスが名物の洋食屋さんで働くかっこよすぎるバイト男子 新橋のキクササイズジムで働くかわいすぎるバイト女子                                                                        |          |
| 36 | 1月20日        | 東京・武蔵小金井のジンギスカン屋さんで働くかっこよすぎるバイト男子 |          |
| 37 | 1月27日        | 日暮里のパチンコ店で働くかっこよすぎるバイト男子 浅草の鳥と触れ合えるカフェで働くかわいすぎるバイト女子                                                                                    |          |
| 38 | 2月3日         | 飯田橋のカフェバーで働くかっこよすぎるバイト男子 代官山の犬のトリミングサロンで働くかわいすぎるバイト女子                                                                                  |          |
| 39 | 2月10日        | 東京・世田谷区のクレープ屋さんで働くかっこよすぎるバイト男子 東京・上野のまつげエクステ専門店で働くかわいすぎるバイト女子                                                                  |          |
| 40 | 2月17日        | 原宿の雑貨屋さんで働くかわいすぎるバイト女子 |          |
| 41 | 2月24日        | 神奈川県のイタリアンレストランで働くかっこよすぎるバイト男子 江東区南砂町の雑貨屋さんで働くかわいすぎるバイト女子                                                                          |          |
| 42 | 3月2日         | 渋谷のコンセプト居酒屋さんで働くかっこよすぎるバイト男子 池袋のはまぐり専門店で働くかわいすぎるバイト女子                                                                                  |          |
| 43 | 3月9日         | 千葉県の居酒屋さんで働くかっこよすぎるバイト男子 頭の揉みほぐし専門店で働くかわいすぎるバイト女子                                                                                          |          |
| 44 | 3月16日        | 渋谷のネイルサロンで働くかっこよすぎるバイト男子 世田谷区のダーツ&ビリヤードバーで働くかわいすぎるバイト女子                                                                               |          |
| 45 | 3月23日        | 淳・ぱるるが選ぶバイト男子&バイト女子MVPを決定! | 最終回   |

### 放送休止
- 2015年8月26日 - 『柔道世界選手権2015』放送のため。
- 2015年9月30日 - 『寺門ジモンの取材拒否の店2015秋』放送のため。
- 2015年10月7日 - 『無痛〜診える眼〜メイキング』放送のため。
- 2015年10月28日 - 『プロ野球日本シリーズ第3戦』放送時間延長のため。
- 2015年12月30日 - 『ゲームセンターCX BONUS STAGE18』、『高校バスケ最強決定戦!ウィンターカップ2015ハイライト』放送のため。

## 主題歌（番組テーマソング）
オープニングテーマ
- 初恋の鍵（第1回 - 第19回）
- 恋のバイトル（第20回 - 第45回）

エンディングテーマ
- Green Flash（第1回 - 第6回）
- 僕たちは戦わない（第7回 - 第19回）
- ハロウィン・ナイト（第20回 - 第30回）
- 唇にBe My Baby（第31回 - 第45回）

## スタッフ
- 企画・監修：秋元康
- 協力：Y&N Brothers Inc.
- 構成：北本かつら、オオガネクヨシタカ、松本隆一
- ナレーション：柳沢三千代
- 広報：瀧澤航一郎
- 協力プロデューサー：夏野亮、南條祐紀
- AP：吉川美由紀、大友彩奈、水野瑞穂
- 演出：澤田親宏
- プロデューサー：織田実（FCC）
- チーフプロデューサー：濱野貴敏（フジテレビ）
- 制作協力：FCC
- 制作：フジテレビバラエティ制作センター
- 制作著作：フジテレビ

## ネット局
| 放送対象地域 | 放送局       | 系列           | 放送期間                      | 放送日時                       | 遅れ日数 |
| ------------ | ------------ | -------------- | ----------------------------- | ------------------------------ | -------- |
| 関東広域圏   | フジテレビ   | フジテレビ系列 | 2015年4月15日 - 2016年3月23日 | 水曜日 1:30 - 2:00（火曜深夜） | 制作局   |
| 福岡県       | テレビ西日本 | フジテレビ系列 | 2015年4月16日 - 2016年3月26日 | 土曜日 1:25 - 1:55（金曜深夜） | 3日遅れ  |
| 近畿広域圏   | 関西テレビ   | フジテレビ系列 | 2015年4月18日 - 2016年3月25日 | 金曜日 1:25 - 1:55（木曜深夜） | 2日遅れ  |
| 中京広域圏   | 東海テレビ   | フジテレビ系列 | 2015年4月19日 - 2016年3月27日 | 日曜日 1:40 - 2:10（土曜深夜） | 4日遅れ  |